# Tongeren (huyện)
Huyện Tongeren (tiếng Hà Lan: Arrondissement Tongeren; tiếng Pháp: Arrondissement de Tongres) là một trong ba huyện hành chính ở tỉnh Limburg,  Bỉ. Huyện này vừa là huyện hành chính và huyện tư pháp. Tuy nhiên,  huyện tư pháp Tongeren cũng bao gồm các đô thị of Bocholt,  Bree,  Kinrooi,  Meeuwen-Gruitrode,  Dilsen-Stokkem và Maaseik ở huyện Maaseik.

## Các đô thị
Huyện hành chính Tongeren bao gồm các đô thị sau:
| - Alken - Bilzen - Borgloon - Heers - Herstappe - Hoeselt - Kortessem | - Lanaken - Maasmechelen - Riemst - Tongeren - Voeren - Wellen |